# Crotalaria oocarpa
Crotalaria oocarpa är en ärtväxtart som beskrevs av John Gilbert Baker. Crotalaria oocarpa ingår i släktet sunnhampor, och familjen ärtväxter.

## Underarter
Arten delas in i följande underarter:
- C. o. microcarpa
- C. o. oocarpa